# Аристократ (стратег)
Аристократ (др.-греч. Αριστοκράτης; умер в 406 году до н. э., Афины) — афинский политический деятель и военачальник, участник Пелопоннесской войны. Был одним из командующих афинским флотом в битве при Аргинусских островах в 406 году до н. э. Позже его приговорили к смерти за неоказание помощи морякам, погибавшим в этом бою.

## Биография
Аристократ, сын Скеллия, принадлежал к афинской знати. Он упоминается в диалоге Платона «Горгий» как один из видных граждан полиса (наряду с Периклом и Никием), чей «прославленный дар красуется в святилище Аполлона Пифийского». В 421 году до н. э. Аристократ был в числе афинян, которые подписали мирный договор со Спартой (Никиев мир), означавший конец первого этапа Пелопоннесской войны. Следующее упоминание о нём относится к 411 году до н. э. Афинами тогда правил олигархический режим Четырёхсот, начавший строительство укрепления Эетиония на входе в пирейскую гавань. Олигархи говорили, что эта крепость нужна для защиты, а их политические противники во главе с Фераменом были уверены, что цель прямо противоположная — получить возможность впустить врага в Афины. Аристократ упоминается в числе сторонников Ферамена, которые добились успеха: укрепление было разрушено, а режим Четырёхсот пал.
В 407 году до н. э. Аристократ в качестве стратега сухопутных войск участвовал в боевых действиях на Андросе под началом Алкивиада. Андросцы, разорвавшие союз с Афинами, были разбиты в бою и понесли тяжёлые потери. Алкивиад вскоре был отстранён от командования. Во главе флота встала коллегия из восьми стратегов, включавшая в том числе и Аристократа, которой пришлось принять бой с кораблями Пелопоннесского союза у Аргинусских островов (406 год до н. э.). Аристократ в этом бою командовал пятнадцатью кораблями на левом фланге первой линии; афиняне не дали врагу прорвать их боевую линию и одержали полную победу. Однако из-за сильной бури стратеги не смогли помочь тонувшим кораблям с их экипажами и даже не выловили тела погибших, чтобы с честью похоронить их на родине. Из-за этого их досрочно лишили полномочий. Было ясно, что в Афинах стратегов-победителей ждёт суд, но шестеро из них, включая Аристократа, всё-таки вернулись на родину. Там по инициативе политиков-демагогов немедленно начался судебный процесс. Известно, что судили стратегов не в гелиэе, а непосредственно в народном собрании, и самым активным обвинителем был Ферамен. На первом заседании судьи склонялись скорее к оправдательному приговору, но вынесение решения было отложено из-за наступления темноты. В последующие дни ситуация изменилась: во время праздника Апатурий на агору вышли многочисленные родственники погибших при Аргинусах в траурной одежде (по одной из версий, это была всего лишь инсценировка). Народное собрание теперь было настроено однозначно против стратегов, и на втором заседании оно вынесло обвинительный приговор. Все шестеро, включая Аристократа, были казнены.

## В культуре
Процесс стратегов-победителей описывается в романе Мэри Рено «Последние капли вина» (1956).